# Кубок Молдови з футболу 2013—2014
Кубок Молдови з футболу 2013–2014 — 23-й розіграш кубкового футбольного турніру в Молдові. Титул здобув Зімбру.

## Календар
| Раунд                   | Дата                     | Матчі |
| ----------------------- | ------------------------ | ----- |
| Перший попередній раунд | 24-28 серпня 2013        | 12    |
| Другий попередній раунд | 31 серпня-1 вересня 2013 | 7     |
| Перший раунд            | 14-17 вересня 2013       | 7     |
| Другий раунд            | 29-30 жовтня 2013        | 5     |
| 1/8 фіналу              | 25-26 березня 2014       | 8     |
| 1/4 фіналу              | 15 квітня 2014           | 4     |
| 1/2 фіналу              | 6-7 травня 2014          | 2     |
| Фінал                   | 25 травня 2014           | 1     |

## Другий раунд
| Команда 1        | Рахунок | Команда 2            |
| ---------------- | ------- | -------------------- |
| 29 жовтня 2013   |         |                      |
| Олімпія (Бєльці) | 4:1     | Інтерспорт-Арома (2) |
| 30 жовтня 2013   |         |                      |
| Сперанца         | 2:3 дч  | Саксан (2)           |
| Гагаузія (2)     | 1:2     | Лілкора (2)          |
| Гренічерул (3)   | 0:4     | Динамо-Авто          |
| Веріс            | 4:0     | Комрат (3)           |

## 1/8 фіналу
| Команда 1          | Рахунок | Команда 2        |
| ------------------ | ------- | ---------------- |
| 25 березня 2014    |         |                  |
| Дачія              | 8:0     | Синжерея (3)     |
| Вікторія (2)       | 3:0     | Рапід (Гідігіч)  |
| Шериф              | 4:0     | Олімпія (Бєльці) |
| 26 березня 2014    |         |                  |
| Тирасполь          | 1:0     | Саксан (2)       |
| Сфинтул Георге (2) | 0:3     | Академія         |
| Мілсамі            | 2:0     | Лілкора (2)      |
| Костулень          | 0:3     | Веріс            |
| Зімбру             | 1:0     | Динамо-Авто      |

## 1/4 фіналу
| Команда 1      | Рахунок         | Команда 2 |
| -------------- | --------------- | --------- |
| 15 квітня 2014 |                 |           |
| Вікторія (2)   | 2:5 дч          | Мілсамі   |
| Дачія          | 3:0             | Академія  |
| Шериф          | 2:1             | Веріс     |
| Зімбру         | 1:1 дч пен. 7:6 | Тирасполь |

## 1/2 фіналу
| Команда 1     | Рахунок | Команда 2 |
| ------------- | ------- | --------- |
| 6 травня 2014 |         |           |
| Зімбру        | 2:0     | Дачія     |
| 7 травня 2014 |         |           |
| Мілсамі       | 0:2     | Шериф     |

## Фінал
| 25 травня 2014 20:00 (EEST) |

| Шериф                | 1:3      | Зімбру                                        |
| -------------------- | -------- | --------------------------------------------- |
| Жунінью Потігуар 59' | Протокол | Спетару 50' Станоєвич 65' (автогол) Ерхан 77' |

| Зімбру, Кишинів Глядачів: 8 500 Арбітр: Данні Маккелі, (Нідерланди) |